# Yoshihiro Takayama
Yoshihiro Takayama (高山 善廣?, Takayama Yoshihiro; Sumida, Tokyo, 19 settembre 1966) è un ex wrestler ed ex artista marziale misto giapponese.
Takayama ha cominciato la sua carriera da wrestler nella UWF International (UWFI) nei primi anni novanta, per poi trasferirsi nella All Japan Pro Wrestling nel 1997 quando la UWF-i chiuse i battenti. Nel 2000 entrò nella Pro Wrestling Noah (Noah), e in seguito divenne un pilastro della New Japan Pro-Wrestling (NJPW) dove ottenne i maggiori successi in carriera, detenendo l'IWGP Heavyweight Championship e l'NWF Heavyweight Championship simultaneamente nel 2003. È uno dei soli cinque uomini ad aver conquistato tutti e tre i maggiori titoli dei pesi massimi nel puroresu (IWGP Heavyweight Championship, AJPW Triple Crown Heavyweight Championship e GHC Heavyweight Championship), insieme a Kensuke Sasaki, Keiji Muto, Satoshi Kojima e Yuji Nagata.
Nel maggio 2017 a seguito di un incidente sul ring durante un match, è rimasto completamente paralizzato dal collo in giù.

## Carriera nel wrestling

### Union of Wrestling Forces International (1992–1996)
Ex giocatore di rugby, kendoka e bagnino, Takayama iniziò la propria carriera nel wrestling nella federazione di shoot wrestling Union of Wrestling Forces International (UWFI). Messo sotto la tutela di Nobuhiko Takada, Takayama debuttò in un match contro Hiromitsu Kanehara e divenne presto un lottatore abituale nei tornei Junior League. Nel 1995, durante i feud interpromozionali con New Japan Pro-Wrestling (NJPW) e WAR, si alleò con Yoji Anjo e Kenichi Yamamoto per formare la fazione semi-seria "Golden Cups". Il gruppo affrontò a lungo i rappresentanti della NJPW, in modo particolare la stable Ookami Gundan di Masahiro Chono. Il trio era celebre per il loro coinvolgimento in scenette comiche e parodiche, come l'indossare maschere nella NJPW presentandosi come i "200% Machines" per prendere in giro "Super Strong Machine" Junji Hirata, o interpretare una boy band fino al punto di arrivare a pubblicare un CD nel luglio 1996. Nella WAR ebbero una rivalità con Gedo, Jado e Hiromichi Fuyuki.

### All Japan Pro Wrestling (1997–2000)
A seguito della chiusura della UWFI, passò prima alla Kingdom Professional Wrestling, ma quando questa fallì, si unì alla All Japan Pro Wrestling in qualità di free agent insieme a Masahito Kakihara. All'inizio, Takayama fu messo in un feud con Toshiaki Kawada, ma poiché usciva spesso sconfitto, fu relegato nell'undercard. Lui e Kakihara si allearono con Gary Albright per formare una nuova versione della stable "Triangle of Power".
Nel 1999, all'epoca della morte di Giant Baba, Mitsuharu Misawa rese lui e Kakihara membri a tempo pieno della All Japan. Takayama riscosse un successo immediato lottando in coppia con Takao Omori, prima conquistando l'Asian Tag Team Championship da Hayabusa & Jinsei Shinzaki e poi la Double Cup sconfiggendo Johnny Ace & Bart Gunn. Tuttavia, furono alla fine sconfitti da Misawa e Yoshinari Ogawa. Nel 2000, quando Misawa annunciò i suoi piani circa il progetto di fondare una nuova compagnia, la Pro Wrestling Noah, Takayama decise di seguirlo in questa nuova avventura.

### Paralisi (2017)
Il 4 maggio 2017 Takayama restò gravemente infortunato durante un match disputato nella DDT Pro-Wrestling, quando atterrò sulla testa durante un tentativo di eseguire un sunset flip su Yasu Urano. L'incontro terminò immediatamente e Takayama fu trasportato d'urgenza in ospedale, dove gli venne diagnosticata una "lesione del midollo spinale cervicale dovuta a spondilosi cervicale degenerativa". Per i mesi successivi, Takayama rimase costretto a letto accudito da sua moglie e suo figlio, mentre il pubblico rimase all'oscuro dell'entità del suo infortunio. Il 6 agosto fu comunicata la notizia che l'infortunio aveva lasciato Takayama paralizzato dal collo in giù, ponendo fine alla sua carriera da wrestler professionista. La situazione di Takayama fu resa ufficialmente pubblica il 4 settembre, quando venne annunciato che ora è in grado di respirare da solo, ma è ancora paralizzato dalle spalle in giù e non ci sono previsioni di recupero o guarigione.

## Personaggio
Mossa finale
- Everest German Suplex (Bridging high-angle German suplex)[9]
- Knee lift

## Titoli e riconoscimenti
- All Japan Pro Wrestling
  - All Asia Tag Team Championship (1) – con Takao Omori[9]
  - AJPW Triple Crown Heavyweight Championship (1)[9]
  - World Tag Team Championship (1) – con Takao Omori[9]
- Chō Hanabi Puroresu
  - Bakuha-ō Championship (1)[10]
- DDT Pro-Wrestling
  - KO-D Tag Team Championship (1) – con Danshoku Dino[11]
- New Japan Pro-Wrestling
  - IWGP Heavyweight Championship (1)[9]
  - IWGP Tag Team Championship (1) – con Minoru Suzuki[9]
  - NWF Heavyweight Championship (1)
- Nikkan Sports
  - Match of the Year (2007) con Kenta Kobashi vs. Jun Akiyama e Mitsuharu Misawa il 2 dicembre[12]
  - Wrestler of the Year (2003)[13]
- Pro Wrestling Illustrated
  - 27º posto nella lista dei migliori 500 wrestler singoli nei PWI 500 del 2002[9]
- Pro Wrestling Noah
  - GHC Heavyweight Championship (1)[9]
  - GHC Tag Team Championship (2) – con Takao Omori (1) e Takuma Sano (1)[9]
  - 2 Days Tag Tournament (2011) con Kenta
  - Global League (2010)
  - Global Tag League (2010) - con Takuma Sano[9]
  - Global Tag League (2013) - con Kenta[14]
  - Global Tag League Fighting Spirit Award (2014) - con KENTA[15]
- Pro Wrestling Zero1
  - NWA Intercontinental Tag Team Championship (1) – con Kohei Sato[9]
- Tenryu Project
  - Tenryu Project 6-Man Tag Team Championship (1) - con Tatsutoshi Goto e Daisuke Sekimoto
  - Mizuchi-R (2014) – con Ryuichi Kawakami
- Tokyo Sports
  - Best Tag Team Award (2004) con Minoru Suzuki[9]
  - Match of the Year Award (2002) vs. Yuji Nagata[9]
  - Match of the Year Award (2007) con Kenta Kobashi vs. Mitsuharu Misawa e Jun Akiyama[9]
  - MVP Award (2003)[9]
  - Outstanding Performance Award (2002)[9]
- Wrestle Association "R"
  - WAR World Six-Man Tag Team Championship (1) – con Yoji Anjo e Kenichi Yamamoto[9]
- Wrestling Observer Newsletter
  - Best Brawler (2002)
  - Fight of the Year (2002) vs. Don Frye